# Chicago Bulls 1999-2000
La stagione 1999-2000 dei Chicago Bulls fu la 34ª nella NBA per la franchigia.
I Chicago Bulls arrivarono ottavi nella Central Division della Eastern Conference con un record di 17-65, non qualificandosi per i play-off.

## Roster
| N° | Naz.                   | Ruolo | Sportivo          | Anno | Alt. | Peso |
| -- | ---------------------- | ----- | ----------------- | ---- | ---- | ---- |
|    | Stati Uniti (bandiera) | G     | Rusty LaRue       | 1973 | 188  | 95   |
| 1  | Stati Uniti (bandiera) | G     | Randy Brown       | 1968 | 188  | 86   |
| 3  | Stati Uniti (bandiera) | G     | Hersey Hawkins    | 1966 | 191  | 86   |
| 6  | Stati Uniti (bandiera) | AC    | Lari Ketner       | 1977 | 206  | 126  |
| 6  | Stati Uniti (bandiera) | G     | Khalid Reeves     | 1972 | 191  | 90   |
| 7  | Croazia (bandiera)     | A     | Toni Kukoč        | 1968 | 208  | 87   |
| 8  | Stati Uniti (bandiera) | A     | Dickey Simpkins   | 1972 | 206  | 112  |
| 9  | Stati Uniti (bandiera) | GA    | John Starks       | 1965 | 191  | 82   |
| 9  | Stati Uniti (bandiera) | GA    | Dedric Willoughby | 1974 | 191  | 82   |
| 11 | Stati Uniti (bandiera) | G     | B.J. Armstrong    | 1967 | 188  | 79   |
| 12 | Stati Uniti (bandiera) | C     | Matt Maloney      | 1971 | 191  | 87   |
| 15 | Stati Uniti (bandiera) | A     | Ron Artest        | 1979 | 198  | 111  |
| 18 | Ungheria (bandiera)    | A     | Kornél Dávid      | 1971 | 206  | 107  |
| 20 | Stati Uniti (bandiera) | G     | Fred Hoiberg      | 1972 | 193  | 92   |
| 22 | Australia (bandiera)   | C     | Chris Anstey      | 1975 | 213  | 113  |
| 25 | Stati Uniti (bandiera) | G     | Corey Benjamin    | 1978 | 198  | 91   |
| 32 | Stati Uniti (bandiera) | C     | Will Perdue       | 1965 | 213  | 109  |
| 42 | Stati Uniti (bandiera) | A     | Elton Brand       | 1979 | 203  | 125  |
| 43 | Stati Uniti (bandiera) | G     | Chris Carr        | 1974 | 196  | 94   |
| 51 | Stati Uniti (bandiera) | A     | Michael Ruffin    | 1977 | 206  | 112  |

## Staff tecnico
- Allenatore: Tim Floyd
- Vice-allenatore: Bill Cartwright, Jim Woolridge, Bill Berry, Phil Johnson
- Preparatore atletico: Fred Tedeschi
- Assistente preparatore atletico: Walter Blase
- Preparatore fisico: Al Vermeil
- Assistenti preparatori fisici: Erik Helland, Mike Gattone